# Orzeł Wierzbica
Gminny Klub Sportowy Orzeł Wierzbica – polski klub sportowy założony w 1952 roku w Wierzbicy.
Początkowo klub występował pod szyldem Budowlani, nazwa Orzeł pojawiła się w 1953 roku. W latach 70. i 80. XX wieku zespół piłkarski regularnie uczestniczył w rozgrywkach trzeciego poziomu ligowego. Największym sukcesem w tej klasie rozgrywkowej było zajęcie piątego miejsca w sezonach 1978/1979 i 1983/1984 (osiem punktów straty do zwycięzcy).
W 1987 roku Orzeł zdobył Puchar Polski na szczeblu okręgu. W sezonie 2009/2010 klub powtórzył ten sukces, zwyciężając w finale Pogoń Siedlce po serii rzutów karnych (1:1, k. 4:3). Ponadto piłkarze z Wierzbicy czterokrotnie uczestniczyli w rozgrywkach pucharu kraju na szczeblu centralnym, zawsze odpadając z rywalizacji w pierwszej rundzie (1979/1980, 1981/1982, 1987/1988, 2010/2011).
Wychowankiem klubu jest wielokrotny reprezentant Polski Jacek Zieliński, członek Klubu wybitnego reprezentanta.
Zawodnikiem sekcji zapaśniczej był m.in. w latach 1980–1987 Włodzimierz Zawadzki, późniejszy mistrz olimpijski.